# Dorfkirche Vehlin

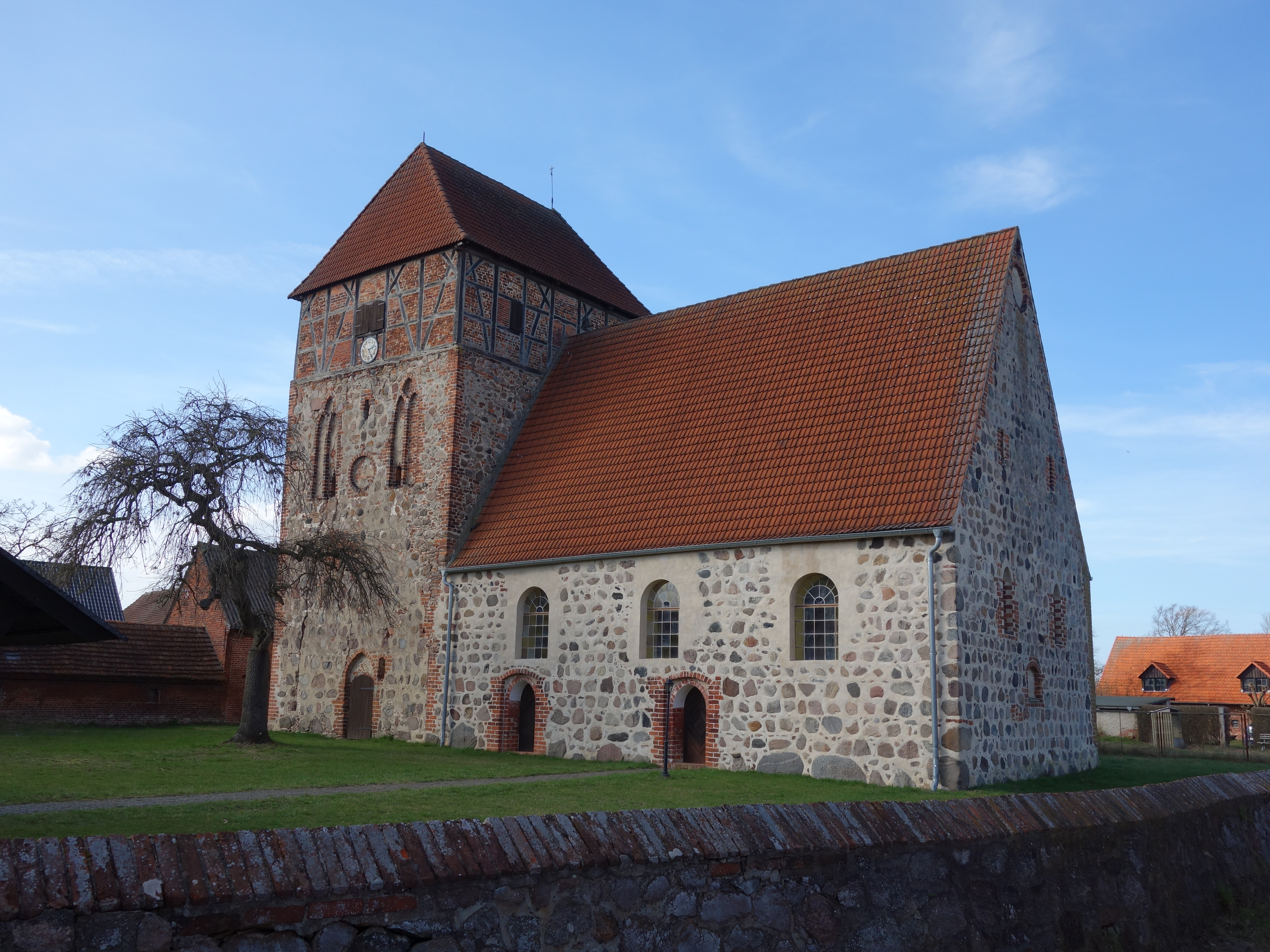
Dorfkirche Vehlin

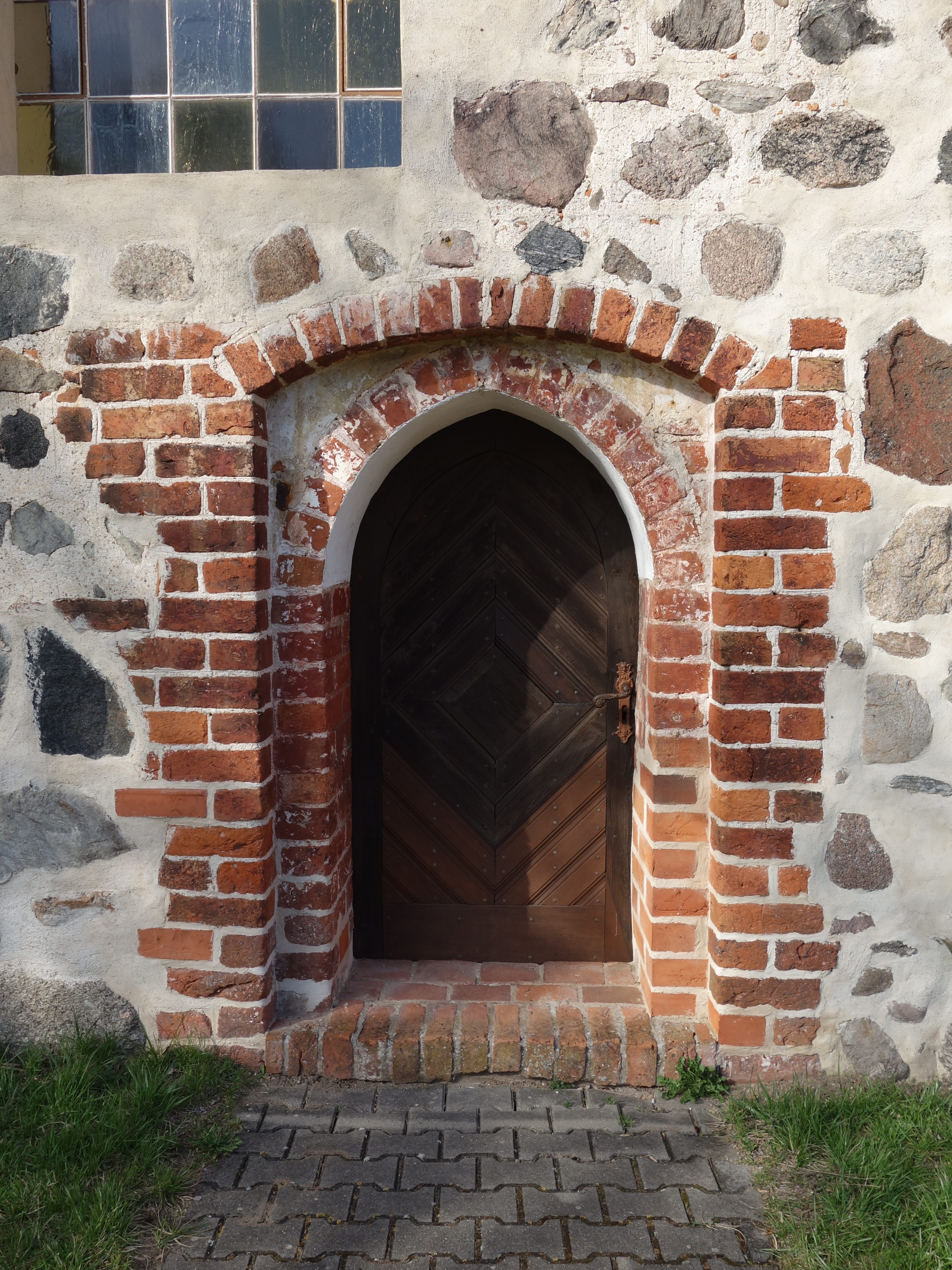
Portal Südseite

Die evangelische Dorfkirche Vehlin ist eine gotische Saalkirche im Ortsteil Vehlin von Gumtow im Landkreis Prignitz in Brandenburg. Sie gehört zum Pfarrsprengel Glowen-Schönhagen im Kirchenkreis Prignitz der Evangelischen Kirche Berlin-Brandenburg-schlesische Oberlausitz und kann nach Anmeldung besichtigt werden.

## Geschichte und Architektur
Die Kirche ist ein Feldsteinbauwerk über rechteckigem Grundriss aus der ersten Hälfte des 15. Jahrhunderts, mit nachträglich angebautem Westquerturm (vom Ende des 15. Jahrhunderts), der Fachwerkaufbau stammt aus dem 16. Jahrhundert und ist mit Zeltdach gedeckt. Zwei Balken des Dachstuhls wurden dendrochronologisch auf 1446 und 1448 datiert, es ist also 1449 für das Baujahr des Daches anzunehmen.
Auf der Südseite erschließen zwei spitzbogige Backsteinportale in Stichbogenblenden (wie in Rosenhagen) und ein stichbogiges Turmportal in hoher Spitzbogenblende das Bauwerk, darüber sind dreiteilige und kreisförmige Blenden angeordnet. Im originalen Zustand ist die Ostwand mit zwei kleinen Lanzettfenstern und Stichbogenblende erhalten, im Feldsteingiebel darüber ist eine Kreisblende (ähnlich wie in Dorfkirche Söllenthin und Reckenthin), die übrigen Fenster wurden später vergrößert. Es ist anzunehmen, dass das mittlere Lanzettfenster im Chor wegen des damals dort aufgestellten Figurenretabels von vornherein nicht geplant war.
Innen schließt eine Balkendecke (dendrochronologisch datiert 1670/75 ±10d) mit farbenfroher Malerei den Raum; sie zeigt dekorative Volkskunstmotive in streifenförmiger Anordnung, sie wurde 1992 restauriert und ergänzt; die Emporen stammen von 1737.

## Ausstattung
Das Hauptstück der Ausstattung ist ein Kanzelaltar aus der ersten Hälfte des 18. Jahrhunderts, der geschweifte Korb ist aus Holz, die flankierenden Pilaster vor stuckierten Ornamentstreifen aus verputztem Backstein. Ein Rest eines Beichtstuhls stammt aus dem Jahr 1691.